# Jongleerbal

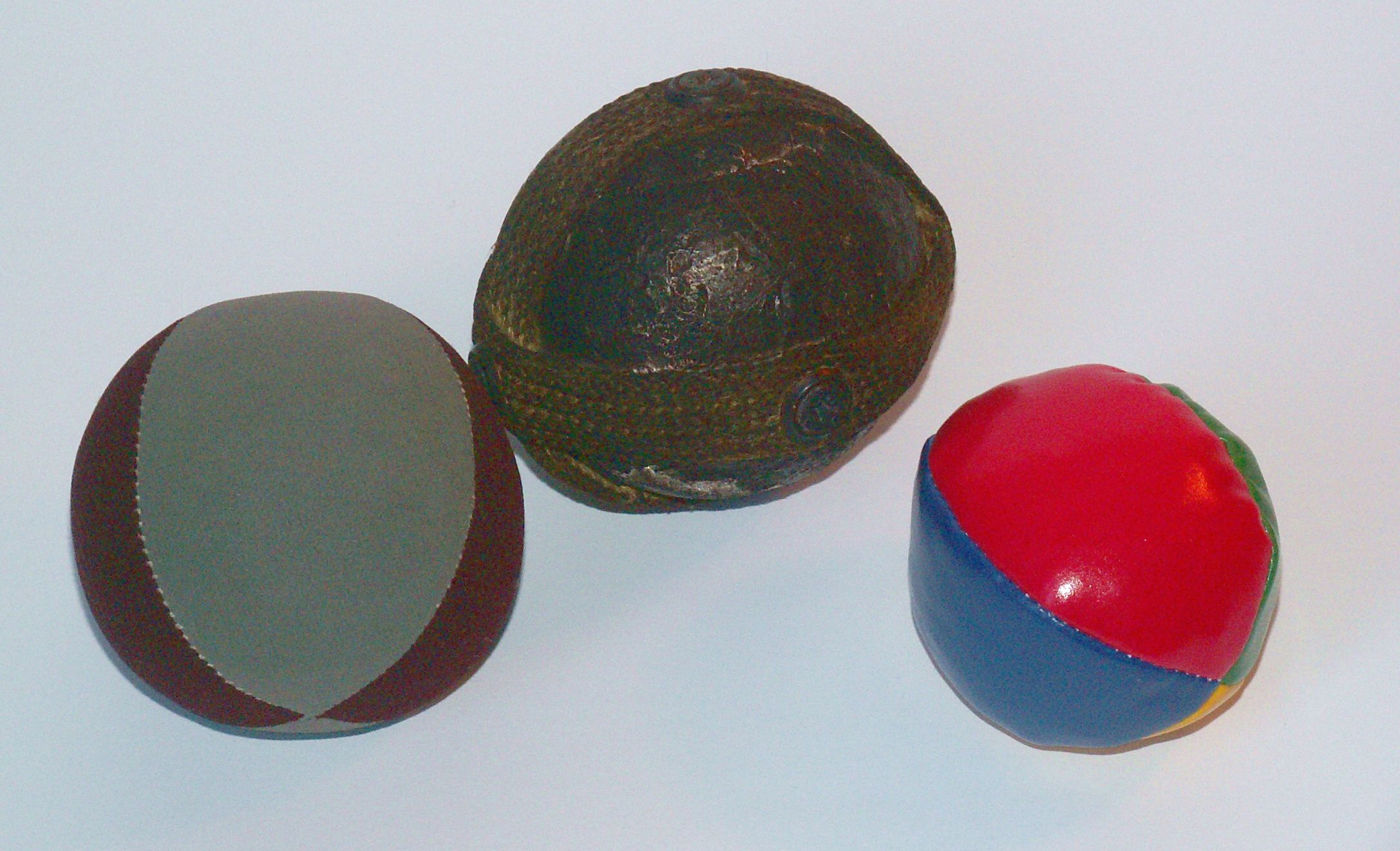
Drie jongleerballen: een kleine goedkope (rechts), een luxere uitvoering (links), en een kevlar-vuurbal (midden)

Een jongleerbal is een bal die speciaal gemaakt is om mee te jongleren. 
Jongleren is het kunstvol omhoogwerpen en opvangen van voorwerpen zoals ballen of kegels. Soms gaat het om het in de lucht houden van zo veel mogelijk voorwerpen. Ook kunnen er met ballen door specifieke worpen af te wisselen bijzondere figuren gemaakt worden, zoals een 'fontein', 'pilaren' of 'tennis'.
Een jongleerbal kan ook gebruikt worden in een combinatiesport als joggling.

## Materialen
De 'huid' van een jongleerbal kan gemaakt zijn van textiel, kunstleer, leer, siliconen of acrylvezel. Jongleerballen worden soms opgevuld met zand hetgeen vrij zware ballen oplevert. De meeste ballen worden vervaardigd met als vulling kanariezaad, gierst, of een mengsel van zand en zaad; dit levert een ruime variatie  van lichte tot zware jongleerballen op. De vulling bevindt zich vaak in een los elastisch zakje, dat is ingenaaid in de huid die veelal uit vier of acht contrasterend gekleurde delen bestaat. Het is prettig wanneer jongleerballen niet wegstuiteren of wegrollen wanneer het opvangen misgaat; dat is de reden waarom tennisballen en andere met lucht gevulde ballen minder geschikt zijn.

## Grootte en gewicht
Jongleerballen bestaan in verschillende maten omdat niet iedereen even grote handen heeft. Jongleurs bezitten vaak meerdere series jongleerballen zoals oefenballen en stageballen. Een beginnersset bestaat uit drie ballen. Gevorderden kunnen hun set naar behoefte uitbreiden. Veel gebruikte standaardgewichten voor jongleerballen zijn 120 gram en 130 gram. De meestgebruikte diameter is 65 mm. 

## Aanbod
Professionele jongleerballen worden gemaakt door kleine ondernemingen. Ook zijn er op verschillende plaatsen jongleerballen te koop uit Guatemala met een bontgekleurde, gehaakte buitenkant. Deze ballen zijn handgemaakt en uniek van kleur maar vaak niet geheel rond en nogal ongelijk van gewicht, zodat van deze ballen de decoratieve waarde veel groter is dan de gebruikswaarde voor de serieuze jongleur. 
In professionele winkels varieert het aanbod van goedkope oefenballen tot de allernieuwste vindingen zoals high tech ballen, die van kleur veranderen na het opwerpen, en massieve ballen, die bijzonder goed stuiteren voor gebruik tijdens speciale technieken die de ballen omlaag, naar de grond toe werpen. De jongste generaties jongleerballen worden soms verlicht door middel van gekleurde leds, die gebruikmaken van bewegingsenergie.